# Ала ад-дін Фіруз-шах I
Ала ад-дін Фіруз-шах I (бенг. প্রথম আলাউদ্দিন ফিরোজ শাহ; д/н—1414) — султан Бенгалії у 1414 році. Відомий також як Фіруз-шах II.

## Життєпис
Син султана Баязид-шах. Ймовірно був молодим, коли 1414 року спадкував владу. Втім фактично державними справами розпоряджався Раджа Ганеша. Новий султан встиг викарбувати власні монети в Муаззамабаді й Сатгаоні. Панував декілька місяців, того ж року повалений Раджою Ганешою, що захопив владу. Фіруз-шах I втік на схід, звідки намагався організувати опір, але зазнав поразки і загинув.